# Monteceneri
Monteceneri – miejscowość i gmina w południowej Szwajcarii, w kantonie Ticino, w okręgu (distretto) Lugano, w powiecie (circolo) Taverne. Leży nad rzeką Vedeggio. Powstała 21 listopada 2010 w wyniku połączenia gmin Bironico, Camignolo, Medeglia, Rivera i Sigirino.

## Demografia
W Monteceneri mieszka 4688 osób. W 2022 roku 18,8% populacji gminy stanowiły osoby urodzone poza Szwajcarią. 

## Transport
Przez teren gminy przebiegają autostrada A2 oraz droga główna nr 2.